# Breutelia magdalenae
Breutelia magdalenae là một loài rêu trong họ Bartramiaceae. Loài này được De Sloover mô tả khoa học đầu tiên năm 1975.